# Crookdean
Crookdean eller Crogdean var en civil parish 1866–1958 när det uppgick i Kirkwhelpington, i grevskapet Northumberland i England. Civil parish var belägen 7 km från Hallington och hade 2 invånare år 1951.